# جاناتان تورس (بازیکن فوتبال، زاده ۱۹۹۶)
جاناتان تورس (انگلیسی: Jonathan Torres؛ زادهٔ ۲۹ دسامبر ۱۹۹۶) بازیکن فوتبال اهل آرژانتین است.